# Mała Panew

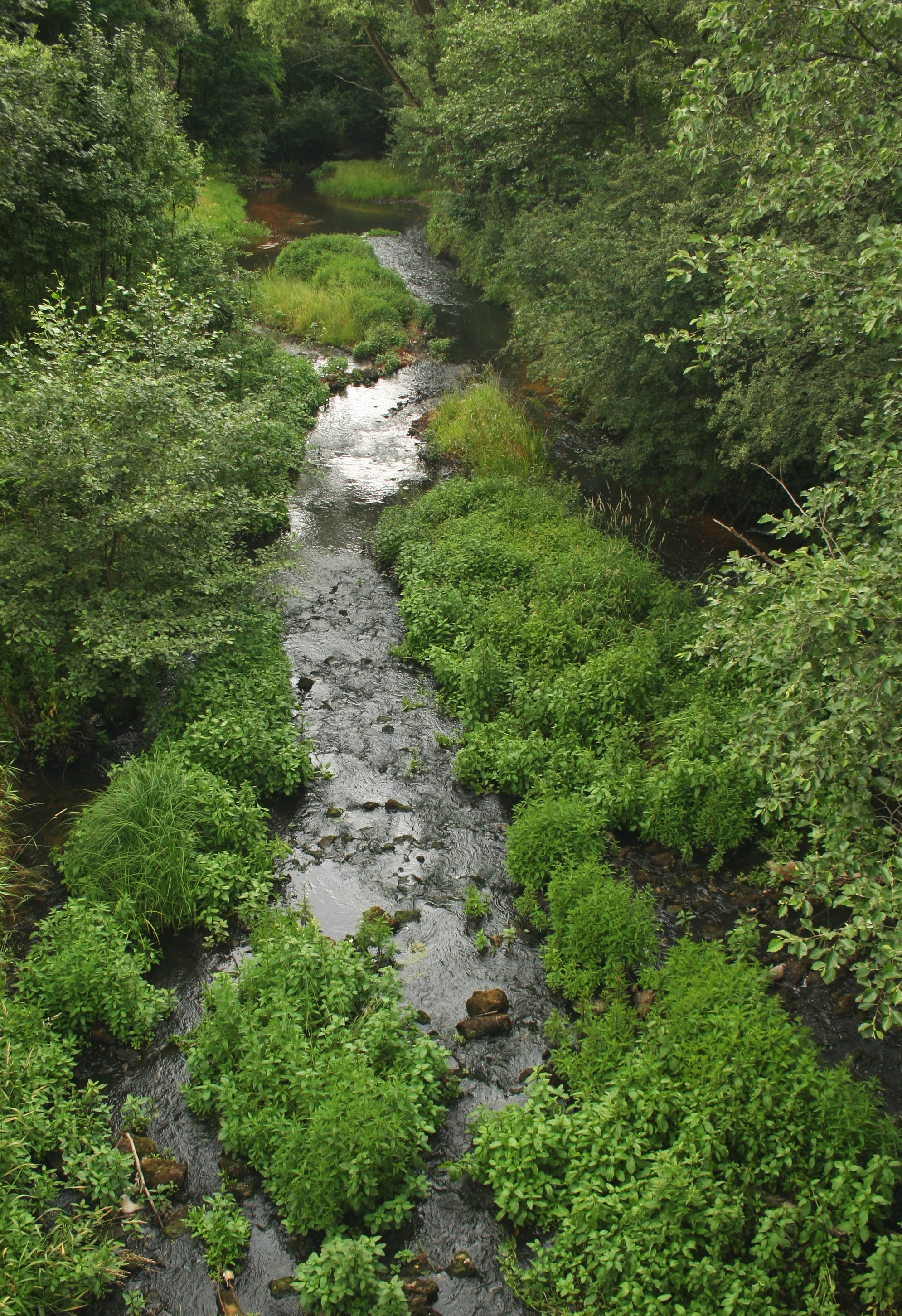
Mała Panew przepływająca przez Kalety-Miotek

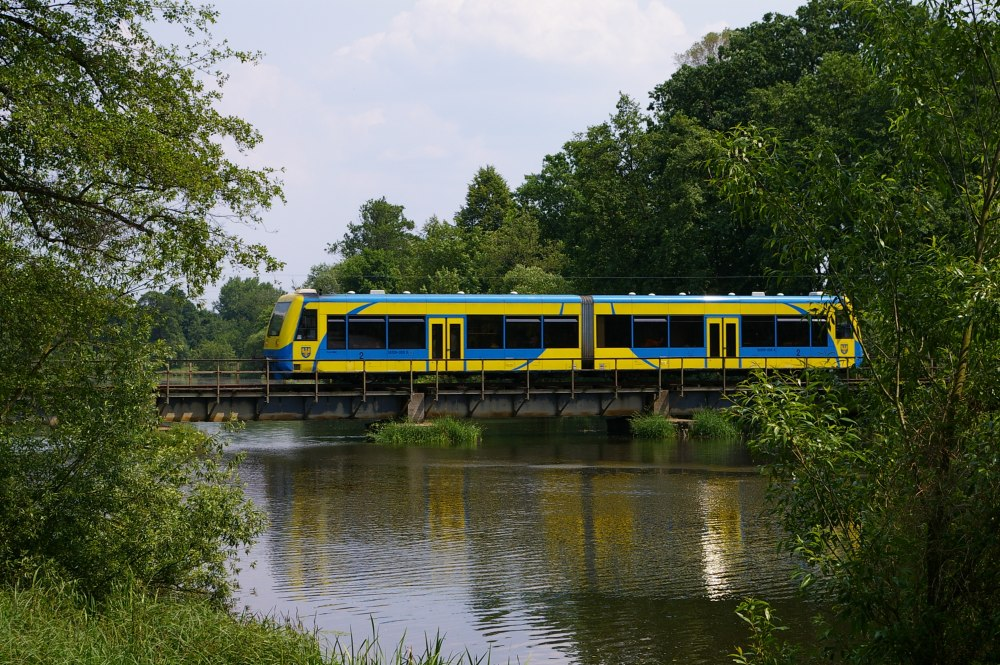
Autobus szynowy SA109-008 wjeżdża na most linii kolejowej nr 301 przez Małą Panew podczas przejazdu z Opola do Kluczborka.

Mała Panew (niem. Malapane) – rzeka w południowo-zachodniej Polsce, prawy dopływ Odry. Źródłowy odcinek rzeki leży w obrębie Wyżyny Śląskiej, natomiast pozostała większość biegu w obrębie Równiny Opolskiej. Przepływa przez województwa śląskie i opolskie.
Źródła rzeki znajdują się w pobliżu miasta Koziegłowy, na polu pomiędzy wsiami Markowice, Rzeniszów i Krusin. Stamtąd Mała Panew płynie przez Zieloną, Kalety, gminę Tworóg, Lubliniec-Kokotek, Krupski Młyn, Zawadzkie, Kolonowskie, Ozimek i Turawę. W dolnym biegu rzeki, pomiędzy Turawą a Ozimkiem, zbudowano zbiornik retencyjny Jezioro Turawskie. Ujście do Odry znajduje się w północnej części Opola, na obszarze dawnej wsi Czarnowąsy.
Najważniejszymi dopływami Małej Panwi są Lublinica, Stoła i Ligancja.
Mała Panew jest rzeką o meandrującym biegu i w większości piaszczystym dnie. Jest ciekiem średnio zanieczyszczonym: źródła rzeki zaliczane są do wód III klasy czystości, a woda poniżej Jeziora Turawskiego jest nawet drugoklasowa. Cały środkowy bieg rzeki, od Kalet do Ozimka uważa się za zanieczyszczony na tyle, by wody te zaliczyć do pozaklasowych.
Mimo wszystko jest rzeką dość ciekawą dla wędkarzy ze względu na duże pogłowie płoci, leszczy i szczupaków.
Długość: 132 km.
Powierzchnia dorzecza: 2132 km²

## Łódź
W czerwcu 2014 roku w korycie rzeki na wysokości miejscowości Staniszcze Małe odkryto starą dłubankę o długości prawie 3,7 metrów. Późniejsze badania metodą węgla radioaktywnego C14 wykazały, że łódź została wykonana w połowie XVIII wieku z jednego pnia dębu. Po dokonanej konserwacji w Muzeum Archeologicznym w Biskupinie, zabytek powrócił do lokalnej izby muzealnej w Kolonowskiem.

## Elektrownie wodne na Małej Panwi[5][6]
| Miejscowość     | Moc     |
| --------------- | ------- |
| Turawa          | 1,8 MW  |
| Osowiec / Węgry | 960 kW  |
| Kolonowskie     | 222 kW  |
| Kolanowice      | 130 kW  |
| Luboszyce       | 55 kW   |
| Żędowice        | 48,5 kW |